# Ulica Dobra w Warszawie

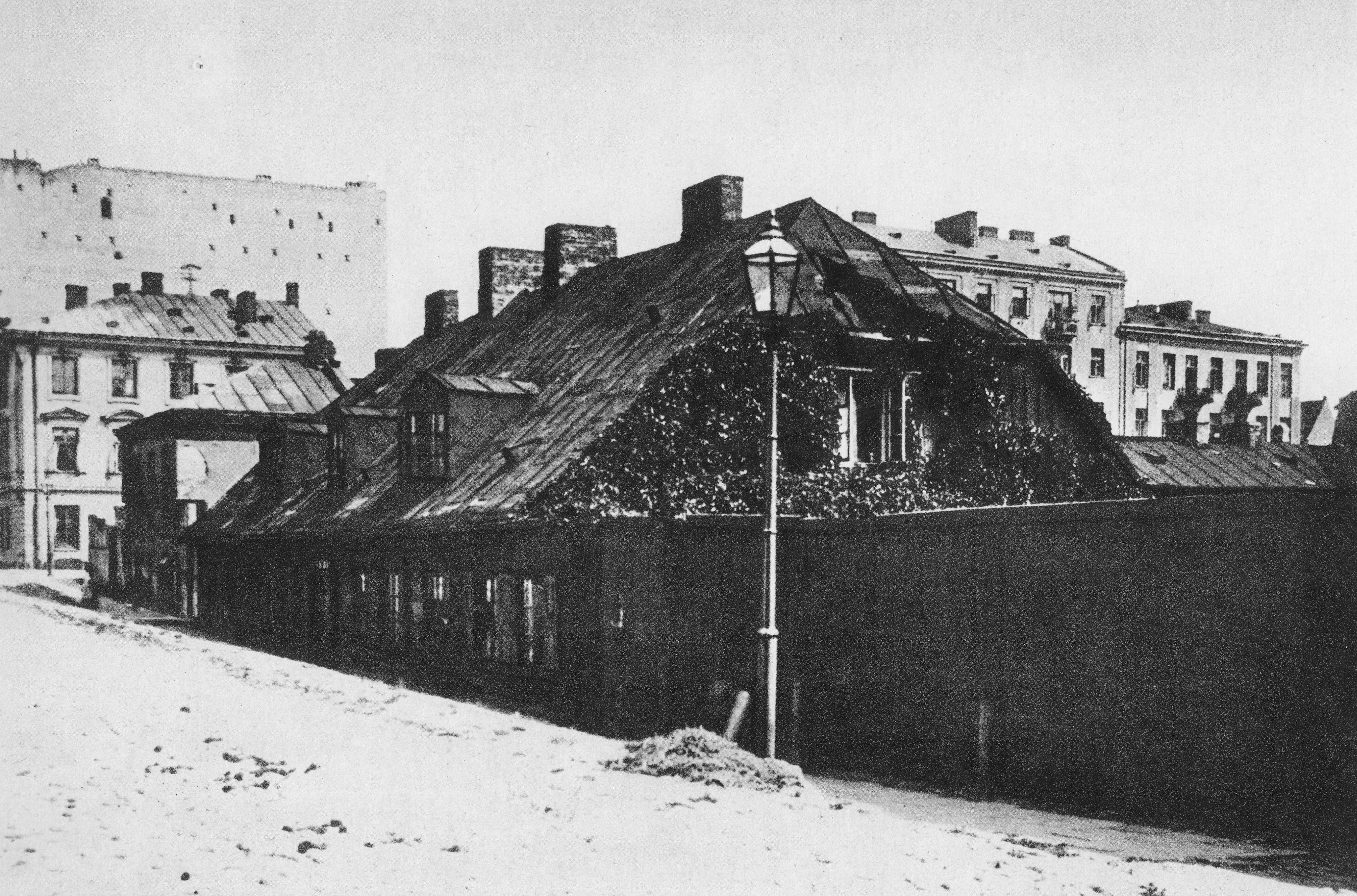
Ulica Dobra przy ul. Zajęczej w okresie międzywojennym

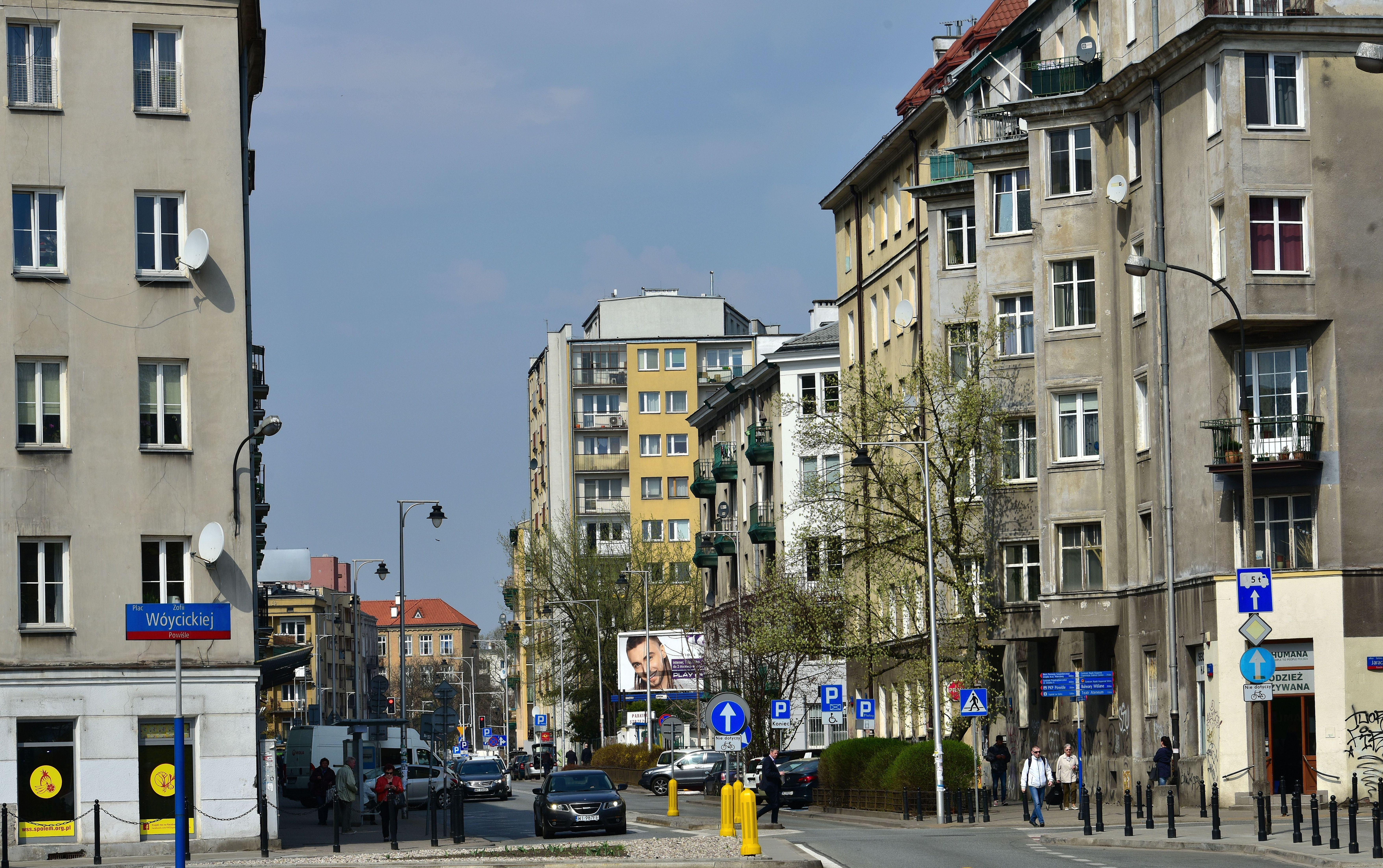
Ulica Dobra przy ul. Jaracza

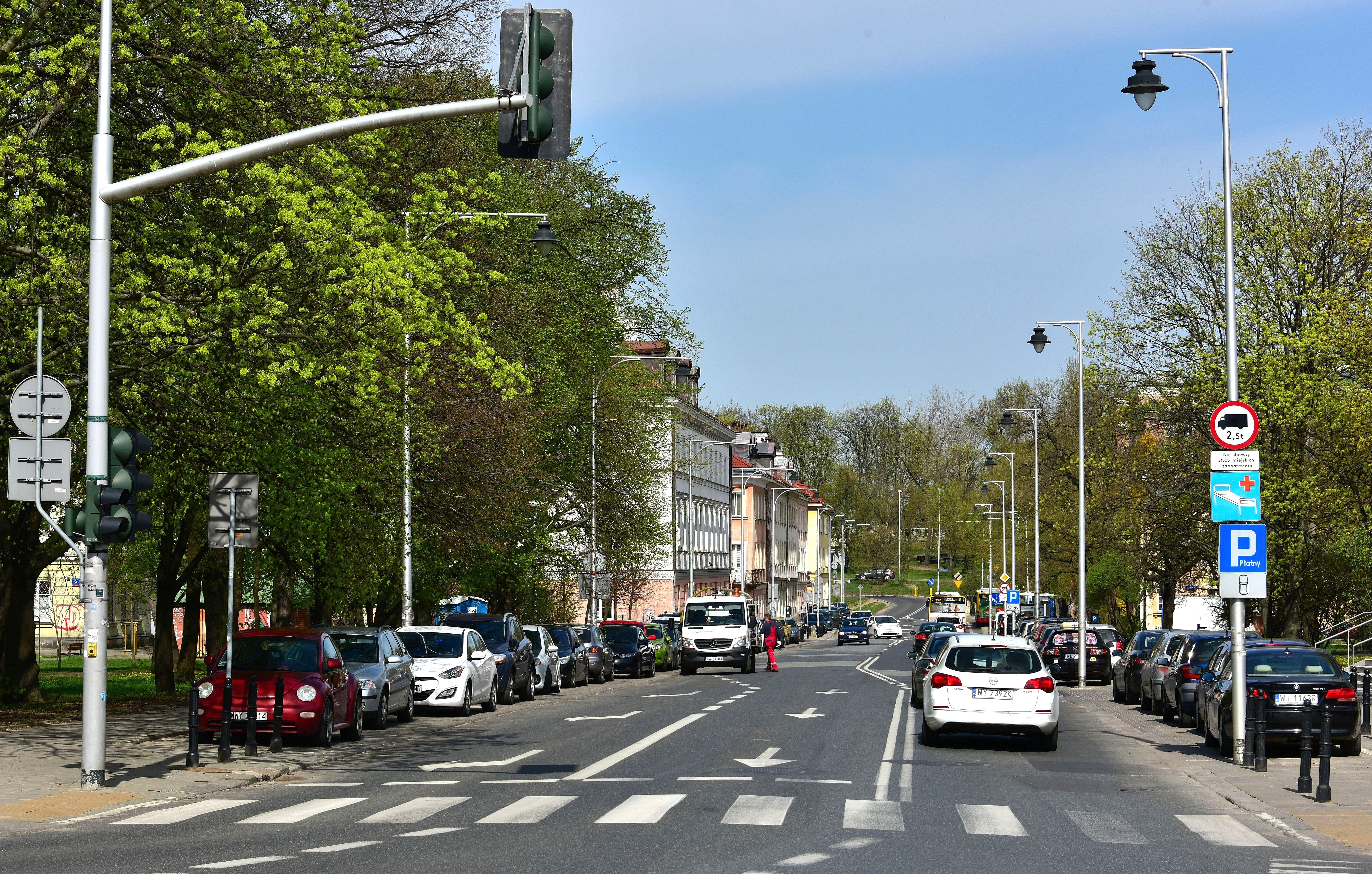
Ulica Dobra przy skrzyżowaniu z ul. Karową, widok w kierunku ul. Nowy Zjazd

Ulica Dobra – ulica w dzielnicy Śródmieście w Warszawie.

## Historia
Ulica została wytyczona w XVII wieku w jurydyce Aleksandria. Była wtedy drogą biegnącą po wysypisku śmieci i gruzu. Z biegiem czasu nasypywanie coraz większych ilości odpadów spowodowało odsunięcie się koryta Wisły od skarpy warszawskiej; powstałe tereny zalewowe nazwano Powiślem.
Nazwa, poświadczona w 1771, należała do nazw o charakterze metaforycznym, i jednocześnie ironicznym, gdyż ulica była nędznie zabudowana i była często zalewana podczas powodzi. Według innej teorii nazwa Dobra wywodziła się od dobrych zarobków właścicieli istniejących tutaj składnic drewna.
Na miejscu dawnej drogi w roku 1778 wytyczono ulicę Dobrą; początkowo jedynie na odcinku ul. Tamka – ul. Mariensztat, w kolejnym roku uregulowano prowadząc fragment od ul. Karowej do ul. Bednarskiej na nasypie z piachu. Pozostały odcinek, od ul. Tamka do ul. Karowej, rokrocznie był zalewany wezbranymi wodami Wisły.
Pod koniec XVIII wieku pojawiła się pierwsza zabudowa ulicy; były to drewniane domki. W roku 1776 powstały gospodarcze zabudowania tzw. Łazienek Jezierskiego wzniesione przy ul. Bednarskiej. 
Do wieku XIX wszystkie zabudowania ulicy były wyłącznie drewniane; jedyne nieliczne obiekty murowane wybudowano właśnie u zbiegu z Bednarską i jej numeracji były przypisane. Były to tzw. Łazienka Jezierskiego, będąca domem publicznym), oraz łaźnia Teodozji Majewskiej.
Jako pierwsza frontem do ulicy powstała niewielka kamieniczka nr 83, wzniesiona około roku 1840; inwestycje te pomogły uregulować końcowy odcinek ulicy – Dobrą wydłużono do linii ul. Białoskórniczej i w roku 1846 połączono ze zjazdem z Wiaduktu Pancera – taka jest geneza ul. Nowy Zjazd.
W latach 1853–1855 powstał nowy wodociąg warszawski projektu Henryka Marconiego; przy Dobrej 74 powstała wtedy stacja filtrów. Wodociąg Marconiego jako mało wydajny w roku 1886 zastąpiony został wodociągiem wybudowanym przez Williama Lindleya; na miejscu dawnej stacji filtrów powstała wtedy Stacja Pomp Kanałowych „Warszawa”. Halę maszyn obsługujących wodociąg wzniesiono wzdłuż ul. Karowej; jej elewacje ozdobiła cegła licówkowa oraz detale z syntetycznego kamienia, analogicznie jak w innych elementach wodociągu – Stacji Pomp Rzecznych na ul. Czerniakowskiej i Stacji Filtrów przy ul. Koszykowej.
Zabudowania przy Dobrej z okresu ożywienia budowlanego lat siedemdziesiątych i osiemdziesiątych XIX wieku to kilkanaście kamienic, pobudowanych przeważnie na narożnych parcelach; już po roku 1900 ich tandetny wystrój został usunięty z racji zmiany upodobań właścicieli i nietrwałości gipsu, z którego był wykonany.
Na terenach zajętych w późniejszym okresie przez Elektrownię Warszawską, pomiędzy nieistniejącymi dziś fragmentami ulic Leszczyńskiej i Radnej w latach 1886–87 powstały zabudowania Rektyfikacji Warszawskiej.
W roku 1900 ulicę Dobrą wydłużono aż do linii ulicy Czerwonego Krzyża; przed rokiem 1915 nowy fragment zabudowano tam szeregiem kamienic czynszowych.
Niezwykle ciekawą kamienicę wzniesiono w roku 1910 dla Augusta Bauma pod nr. 56, u zbiegu z ul. Lipową; w późniejszym okresie należała ona do Domu Handlu i Przemysłu Edmunda Langera. Nieustalonego autorstwa budynek ozdobił narożny wykusz zwieńczony kopułą; było to jedyne tego typu rozwiązanie na terenie dzielnicy.
Działająca od roku 1904 przy ul. Elektrycznej Elektrownia Warszawska w roku 1927 dokupiła tereny aż po linię ulicy Dobrej; ulokowano na nich składy węgla, przechowywanego w bunkrach. W latach 20. i 30. w początkowym odcinku ulicy powstało kilka domów spółdzielczych, projektowanych przez wziętych architektów; ich autorami byli Jan Idzikowski, Marian Lalewicz i Karol Jankowski. Równocześnie powstały nowe zakłady przemysłowe: Fabryka Wyrobów Metalowych „Sztancmet” oraz Zakłady Przemysłu Korkowego braci Balickich, a działająca tu nadal Rektyfikacja Warszawska rozbudowała swoje zabudowania o nowe obiekty.
W okresie międzywojennym ulica miała nawierzchnię z kostki bazaltowej; w roku 1922 pojechał nią pierwszy tramwaj elektryczny linii P, zataczający koło: kursował na trasie Powiśle – Nowe Miasto – Powiśle.Mimo dobrego połączenia komunikacyjnego Dobra aż do wybuchu wojny pozostała ulicą zabudowaną nieco chaotycznie, szczególnie na odcinku do ul. Tamka.
Zabudowa ulicy ucierpiała w czasie obrony Warszawy we wrześniu 1939.
W okresie okupacji niemieckiej zniszczeniu uległa zabudowa środkowego odcinka ulicy, pomiędzy ul. Drewnianą a ul. Karową. Wypalone kamienice rozebrano w okresie powojennym; kilka innych pozbawiono wystroju.
W roku 1995 rozebrano ostatnie relikty magazynów Stacji Pomp Kanałowych „Warszawa” i wzniesiono na ich miejscu Bibliotekę Uniwersytecką. W latach 2011–2014 naprzeciwko gmachu Biblioteki wzniesiono budynek Wydziału Neofilologii i Lingwistyki Stosowanej UW.

## Ważniejsze obiekty
- Budynek łazienek Teodozji Majewskiej
- Szpital Kliniczny im. ks. Anny Mazowieckiej (ul. Karowa 2)
- Szary Dom, siedziba sióstr urszulanek (ul. Wiślana 2)
- Budynek 55 Uniwersytetu Warszawskiego (nr 55)
- Biblioteka Uniwersytecka (nr 56/66)
- Szkoła Podstawowa z Oddziałami Integracyjnymi nr 41 im. Żołnierzy Armii Krajowej Grupy Bojowej „Krybar”
- Kompleks dawnej Elektrowni Warszawskiej, siedziba centrum handlowego Elektrownia Powiśle

## W kulturze
Od 1956 przy ul. Dobrej 21 (adres fikcyjny) mieszka radiowa rodzina Matysiaków.